# 観光コーディネーター
観光コーディネーター（かんこうコーディネーター、英語表記〈※英語には見当たらない語〉：tourism coordinator）は、日本の観光用語の一つ。観光振興を通じた地域の活性化を図るためには、地域が一体となった観光地づくりが不可欠であり、牽引役として、地域の視点だけにとらわれることなくグローバルな視点で「地域コーディネート、クリエイト」ができる人材が求められるが、観光マネージメントの高等スキルでもってその役割を担う有資格者が、観光コーディネーターである。表記揺れ：観光コーディネータ。

## 概要
観光コーディネーターは「市場の視点」で地域ブランドを活かした商品・サービスの開発と全国のマーケットを見通しながら、その販路に合わせた商品・サービスのコーディネート、地域資源を活用した商品・サービス開発、プロモーションの企画、農・林・畜・水産・商・工・観光・サービス事業者、産学官等の連携組織化、コンサルティングなどを主体的に行うことが重要である。
たとえば、観光コーディネーターには、新たな観光資源の活用を図ると共に、農商工観光事業者を連携し、相互に経営資活用して事業者にとって有力な新商品や新サービスを生み出す役割がある。
ところで、農商工連携は、2007年（平成19年）11月から動き始め、農林水産省と経済産業省が共同で支援している。農商工観光連携は、農・林・畜・水産・商・工・観光・サービス事業者と産学官等が連携し、相互にその経営資源を活用して、各事業者にとって新商品や新サービスを生み出す人材を育成・確保することを目的としている。